# Yves-Marie-Jacques-Guillaume de Boisboissel
Yves-Marie-Jacques-Guillaume de Boisboissel, francoski general, * 1886, † 1960.